# 撒拉语
撒拉语归属突厥语系乌古斯语支，使用者是撒拉族，他們主要聚居于中华人民共和国青海省循化撒拉族自治县、化隆回族自治县甘都镇、海西蒙古族藏族自治州、海北藏族自治州、海南藏族自治州、西宁市、甘肃省临夏回族自治州临夏市、积石山保安族东乡族撒拉族自治县、新疆维吾尔自治区伊犁哈萨克自治州伊宁县。撒拉語是烏古斯語支分布的最東界，其他的烏古斯語言（土耳其語、亞塞拜然語、土庫曼語等）多使用於中亞及西亞。撒拉族約有165,159人口，其中7万人只說撒拉語 。
根據撒拉口述傳統與漢文編年史，西突厥烏古斯人（Oghuz）撒魯爾（Salur）部族有部分在唐代遷徙到青海-甘肅邊境，撒拉族即為他們的後裔。現代撒拉語則有受到漢語官話與安多藏語影響。

## 分布
据中华人民共和国第六次全国人口普查撒拉族人口约165,159，其中大多数居住在青海省东部的循化县和化隆县甘都镇，另有少数居住在甘肃和新疆。大多数的撒拉族人以撒拉语为母语并普遍使用汉语（普通话、中原官话、兰银官话），青海、甘肃的撒拉族又多会藏语（安多方言），新疆的撒拉族多会维吾尔语（伊犁方言）。
撒拉語內部差异并不大，其下可分為街子土語和孟達土語两种方言，可以互通。其中以街子土语为大宗，分布于循化县的大部分地区以及化隆县。孟达土语语音与别处差异颇大，局限于循化县内的孟达乡大庄村、清水乡木厂村和它撒坡。

## 歷史

### 起源與發展
現代撒拉語的祖語可能是假設的原始烏古斯語言中最早分支出來的變體，由一個穆斯林游牧小社群帶著向東遷徙，並受到察合台語（Chagatai）、 欽察語（Kipchak）與葛邏祿語支（Qarluq, Karluk）等非烏古斯突厥語影響，也與漢藏語族產生互動。
在蘇四十三起義（Jahriyya revolt）後，部分撒拉族人被流放到伊犁河谷，受到周遭哈薩克語與維吾爾語的影響，這裡的撒拉族社群發展出與特殊的撒拉語方言，稱為伊犁撒拉語（Ili Salar）。

### 現代情況
根據2021年的統計，撒拉族約有169,159人口，其中7万人只說撒拉語
。
撒拉語是循化撒拉族自治县與積石山保安族東鄉族撒拉族自治縣的官方語言 。青海撒拉族人大多並用蘭銀官話與撒拉語，以漢文作書面語，口頭溝通則用撒拉語。都市撒拉族人受到回族的漢語影響，撒拉語說得不如鄉村的族人流利。

## 發音
撒拉語發音受到漢語與藏語影響。與其他突厥語言相同，/k, q/與/ɡ, ɢ/因為借詞逐漸分化成不同的輔音。
|        | 雙唇 | 雙唇 | 齒齦 | 齒齦 | 捲舌 | 捲舌 | 齦顎 | 齦顎 | 軟顎 | 軟顎 | 小舌 | 小舌 | 聲門 | 聲門 |
| ------ | ---- | ---- | ---- | ---- | ---- | ---- | ---- | ---- | ---- | ---- | ---- | ---- | ---- | ---- |
| 塞音   | p    | b    | t    | d    |      |      |      |      | k    | ɡ    | q    | ɢ    |      |      |
| 塞擦音 |      |      |      |      | t͡ʂ   | d͡ʐ   | t͡ɕ   | d͡ʑ   |      |      |      |      |      |      |
| 擦音   | f    | (v)  | s    | z    | ʂ    | ʂ    | ɕ    | ɕ    | x    | x    | ʁ    | ʁ    | h    | h    |
| 鼻音   | m    | m    | n    | n    |      |      |      |      |      |      |      |      |      |      |
| 近音   | w    | w    | l r  | l r  |      |      | j    | j    |      |      |      |      |      |      |

撒拉語元音與土耳其語音系相同，包含四個後元音/a, ɯ, o, u/與四個前元音/e, i, ø, y/，突厥語源詞具有元音和諧。另有复合元音iɑ、ie、io、iu、iə、uɑ、ue、uo、ye9个、其中iə、uɑ、ue、uo、ye5个复合元音仅用于汉语借词。
撒拉語有语音同化、弱化、减音、脱落现象。在固有词词汇当中，音节结构有V、VC、CV、CVC、CVV、CVVC六种，汉藏语借词分别按照各自原语言的音节规律。
伊犁撒拉語中，當/i, y/在詞首時，會讓輔音/j/變成/ʝ/ ，青海撒拉語也有類似的發展

## 词汇
撒拉語的固有词与周边突厥语族的亲属语言（如维吾尔语、哈萨克语、西部裕固语等）拥有共同的词源，語言中含有古突厥语遗留的词汇底层（例词：*ajaq→ajaχ，“碗”），「做」在撒拉語為「ät」（土耳其語為et），分詞使用miš（土耳其語為-mış） 。此外，撒拉語有一个语言来源尚不明确的词汇底层（例：bɑt，“鸭”）。
由于撒拉族人长期与汉族、藏族、回族杂居，撒拉语词汇中掺有很多外来语借词。青海撒拉語受到漢語與藏語影響甚大，儘管有突厥語源，語言結構卻深受漢語影響。汉语借词约占20%以上，比周边其他的突厥语族、蒙古语族语言的汉语借词比例要高，主要为现代政治、经济、科技、文化等相关的词汇（例词：vunxuɑ，“文化”、dienjin，“电影”）。藏语借词约占10%以上（例词：ʃo，“酸奶”、lɑŋsɑ，“大背斗”）。撒拉語常常向周遭漢語借詞，反之，鄰近的官話方言也有部分詞彙受到撒拉語影響 。
撒拉語中另有少部分波斯语和阿拉伯语的宗教用词（例词：kirid，（波）“钥匙”、dunjɑ，（阿）“世界”）。还有极少数的借词来自蒙古语、土族语和保安语。當代中國共產黨政府的政策是放大突厥語源，傾向在學術與口語上忽略漢語與藏語的影響。

## 方言
清朝将一些哲合忍耶教派的撒拉族驱逐到伊犁河谷，如今仍有约4千撒拉族生活在伊犁，使用一种独特的方言。来自安多（青海）的撒拉移民作为宗教流亡者、移民和士兵来到当地定居，他们常跟随回族在伊犁与叛军作战。伊犁撒拉族的独特方言受到邻近伊犁的哈萨克语和维吾尔语影响。伊犁撒拉族约有4千人。伊犁撒拉方言和青海撒拉方言有显著差异。
林莲云和韩建业将西部撒拉语分为街子方言和孟达方言。街子方言主要分布在循化县街子、清水和柏庄、化隆县甘都、临夏回族自治州大河家和新疆伊宁县。孟达方言分布在循化县孟达地区，是b方言，而街子方言是v方言。例如，伊犁和街子话中的读音是vol- “是”；ver-“给”；vax- “看”，孟达方言中是bol-“是”、'ber-“给”、bax-“看”。此外，孟达方言中的gh音素也变成了x，例如街子deɣ-、孟达dex-“摸”；街子yaʁ-、孟达yaχ- “下雨”。在街子方言中，m保持不变，而在孟达方言中则变为n： 街子qamjü，孟达qanjü“鞭子”；街子göm-，孟达gön-
嵌入。
| 街子 | /th/ | /v/ | /e/ | /i/ | /ɘ/ | /ɨ/ | /ø/ |
| 孟达 | /ʒh/ | /p/ | /ɑ/ | /e/ | /ɑ/ | /i/ | /o/ |

虽然伊犁方言与其他方言相距甚远，但撒拉语各方言之间很相似，差别主要在音系上。例如，伊犁撒拉语gölök，青海 gölix, gölex “牛”。

## 语法
在语法方面发生了混合语言常见的简化现象，单复数的分别也基本消失。与其他突厥语言同样为主—宾—谓句序，遵循元音和谐规律，词的附加成分置于词后后缀。

## 文字
撒拉语目前没有正式的官方语文管理机构，也没有正式的撒拉文字。撒拉语以前使用以阿拉伯字母为基础的“土尔克撒拉文”（又作“图尔克撒拉文”、“土耳克撒拉文”） ，土尔克文主要用于《古兰经》的释义以及其他宗教书刊的翻译（如手抄的土尔克文《古兰经》、别称《杂学本本》的《土耳克杂学》），至今民间仍保存着一些用土尔克文书写的文献，在傳統上意義重大。
拉丁字母部分，年輕一代的撒拉族人通常以土耳其語正字法拼寫撒拉語，於網路上使用撒拉語亦頗為流行。主要使用民间中国撒拉尔青年联盟（Çin Salır Yixdiler Birleşix）推行的TB30及“TB31拉丁文”，共31个字母，8个元音字母，23个辅音字母，不喜歡拉丁字母的族人則用漢字表記語音。缺乏官方書寫系統，使撒拉族通常以漢文當作書面語，撒拉語當作口頭語 。中國政府曾經研發一套類似新維文的新撒拉拉丁字母，但與IPA對應不齊整，且無法在通常的拉丁字母鍵盤上輸入，後遭廢棄。语言学研究出版物通常直接使用国际音标书写。
波塔寧與拉德洛夫在1893年的俄語著作《中國與蒙古的党項-吐蕃邊境》（The Tangut-Tibetan Borderlands of China and Central Mongolia）中，曾以西里爾字母拼寫他蒐集到的撒拉語、西部裕固語與東部裕固語 。柔克義1894年的著作《1891-1892蒙藏紀行》（ Diary of a Journey through Mongolia and Tibet in 1891 and 1892）中，則利用威妥瑪拼音記錄了一些撒拉語。

### TB30
Aa Bb Cc Çç Dd Ee Ff Gg

Ğğ Hh İi Iı Kk Ll Mm Nn Ññ
 
Oo Öö Pp Qq Rr Ss Şş Tt
 
Uu Üü Yy Vv Zz

### 现代撒拉文字母表
| A | a | B | b | C | c | Ç | ç | D | d | E | e | F | f | G | g | Ğ | ğ | H | h | I | ı | İ | i | K | k | L | l |
| M | m | N | n | Ñ | ñ | O | o | Ö | ö | P | p | Q | q | R | r | S | s | Ş | ş | T | t | U | u | Ü | ü | V | v |
| X | x | Y | y | Z | z |   |   |   |   |   |   |   |   |   |   |   |   |   |   |   |   |   |   |   |   |   |   |

## 参阅
- 撒拉族